# Hanna Dziatkowiak
Hanna Dziatkowiak (ur. 22 lipca 1931 w Warszawie, zm. 18 grudnia 2021 w Krakowie) – polska endokrynolog i pediatra, prof. dr hab.

## Życiorys
Obroniła pracę doktorską, następnie uzyskała stopień doktora habilitowanego. 20 listopada 1997 nadano jej tytuł profesora w zakresie nauk medycznych. Pracowała w Polsko-Amerykańskim Instytucie Pediatrii na Wydziale Lekarskim Collegium Medicum Uniwersytetu Jagiellońskiego.
Zmarła 18 grudnia 2021.

## Odznaczenia
- Krzyż Kawalerski Orderu Odrodzenia Polski[4]
- Złoty Krzyż Zasługi[4]